# Карта Пири-реиса

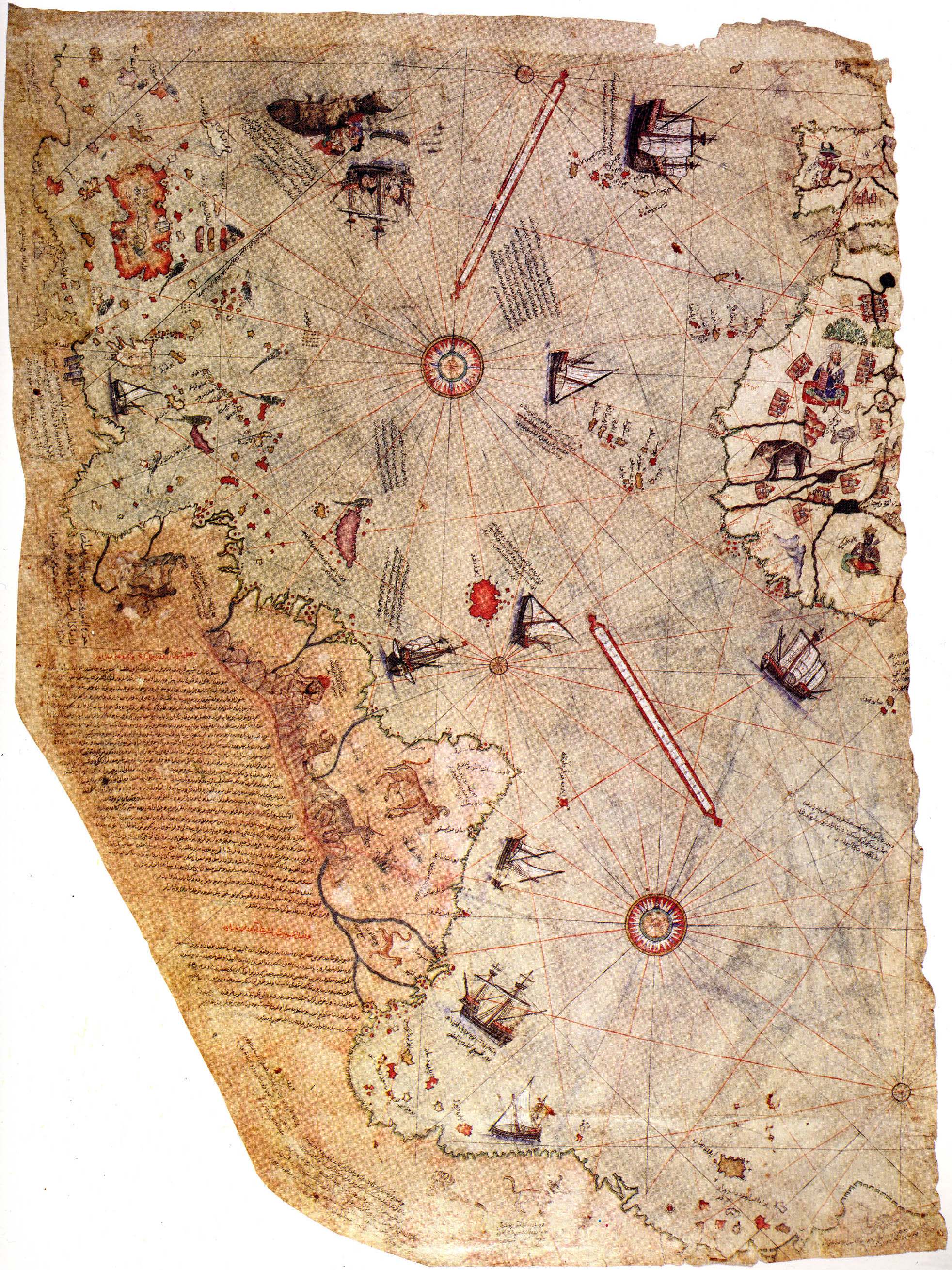
Уцелевший фрагмент первой мировой карты Пири-реиса (1513)

Ка́рта Пи́ри-реи́са — географическая карта мира, созданная в 1513 году в Константинополе (Османская империя) турецким адмиралом и любителем картографии Пири-реисом (полное имя — Хаджи Мухиддин Пири ибн Хаджи Мехмед). Карта показывает части западного побережья Европы и Северной Африки, на карте также узнаваемо побережье Бразилии и восточная оконечность Южной Америки. Карта содержит различные острова Атлантического океана, включая Азорские острова и Канарские острова (как мифический остров Антилия). Некоторые люди считают, что изображение в южной части карты является доказательством осведомлённости древних картографов о существовании Антарктиды, однако большинством учёных отвергается предположение, что картографы того времени могли иметь достоверные знания про неё.
Карта Пири-реиса изображается на официальных денежных знаках Турции: банкнотах номиналом в 10 млн старых турецких лир (банкноты в 1999—2005 гг., ныне вышедшие из обращения), а также на банкнотах номиналом в 10 новых лир (банкноты в 2005—2009 гг.)

## История и исследования

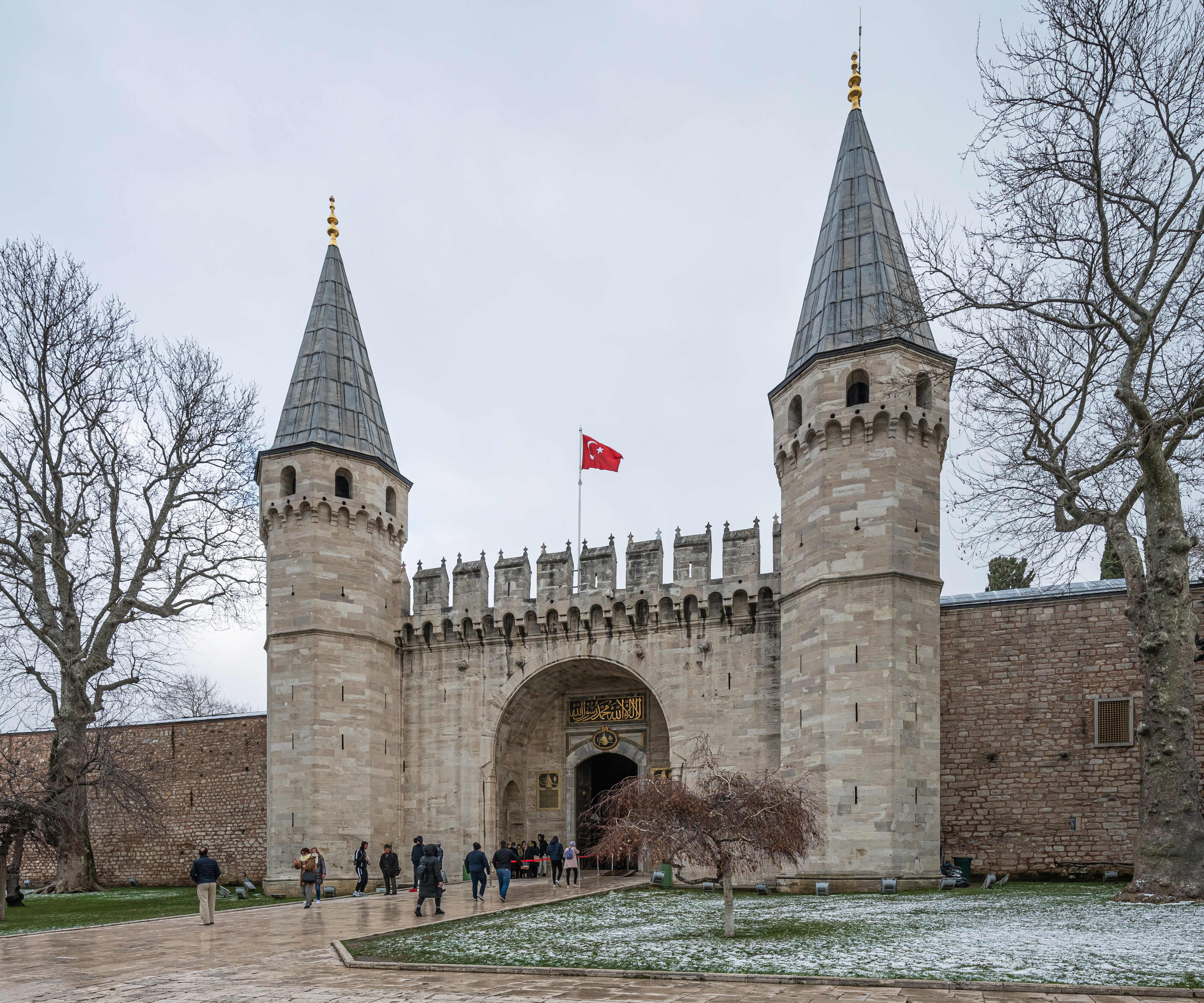
Дворец Топкапы

Карта была обнаружена в 1929 году в ходе работ над созданием музея в султанском дворце Топкапы́ доктором Этхемом.
Пири-реис среди прочих источников своей работы отмечал, что его карта основана на некой карте Христофора Колумба (по всей видимости, имеется в виду карта, доступная Христофору Колумбу), из-за чего многие географы уже несколько веков безуспешно ищут «потерянную карту Колумба». Это было сделано, по его записям, когда Колумб был в Вест-Индии. После прочтения новости об открытии карты в газете The Illustrated London News государственный секретарь США Генри Л. Стимсон связался с послом США в Турции Чарльзом Шериллом и попросил провести поиск оригинала карты Колумба, которая, по его мнению, возможно, была в Турции. В свою очередь, правительство Турции выполнило просьбу Стимсона, но поиск не увенчался успехом, никакого источника карты Пири-реиса найдено не было.
В настоящее время карта находится в библиотеке дворца Топкапы в Стамбуле (Турция), однако, как правило, в экспозиции для публики не участвует.

## Описание карты
Карта Пири-реиса — одна из первых известных карт, на которой изображены с достаточной точностью побережья как Южной, так и Северной Америки, составлена через 21 год после путешествий Колумба. Карта является компилятивным трудом, при изготовлении которого использовались разные источники, в том числе античные. В частности, Пири-реис прямо указывает, что наиболее старые из использованных им карт населённого мира относятся к эпохе Александра Македонского (IV век до н. э.).
Карта изготовлена из кусков кожи газели размером 90 × 63 см, 86 × 60 см, 90 × 65 см, 85 × 60 см, 87 × 63 см и 86 × 62 см.

## Загадки карты

### Опровержение необычной точности
В маргинальной литературе часто утверждается якобы необычная точность данной карты, из чего обычно следуют далеко идущие выводы, не признаваемые современной наукой.
Так, американский профессиональный историк по образованию, офицер Чарльз Хэпгуд, занимавшийся в числе прочих маргинальными и паранормальными исследованиями, утверждал, что по крайней мере часть карты Пири-реиса составлена из копий карт неизвестного происхождения, поражающих своей точностью. Создатели оригиналов, по мнению Хэпгуда, имели точное представление о форме и размерах Земли (экватор Земли измерен с точностью около 100 км, без этого построение столь точной карты было бы невозможно) и использовали при построении своих карт оригинальные картографические проекции, близкие к тем, что начали применяться с XVIII—XIX века. Для создания таких карт должен был использоваться математический аппарат сферической тригонометрии, неизвестный Пири-реису. Работая с этими картами, Пири-реис допустил ошибки, определяемые его уровнем знаний. Хэпгуд предложил последовательность преобразований, которые не только приводят её к современным картографическим проекциям (Хэпгуд использовал проекцию Меркатора), но и устраняют ошибки создателя карты, что позволяет, по его утверждениям, объективно оценить качество карт-источников.
Однако, как указал Грегори МакИнтош в своей книге «The Piri Reis map of 1513», эта карта не является самой точной картой XVI века. Существует множество карт, которые далеко превосходят точность карты Пири-реиса. Карты Рибейро 1520 и 1530 годов, карта Ортелиуса 1570 года, карта Райта-Молино 1599 года (называвшаяся «Лучшей картой XVI века») — вот лишь несколько хорошо известных примеров.

### Изображение заведомо неизвестных земель
На карте Пири-реиса изображены, причём, по мнению ряда исследователей, достаточно точно, реально существующие, но неизвестные на момент её создания географические объекты. В частности, в глубине южноамериканского континента изображены Анды, до открытия которых, возможно, оставалось несколько лет, показанные у побережья Южной Америки острова хорошо идентифицируются с Фолклендами, также открытыми лишь во второй половине XVI века.

### Возможное изображение Антарктиды

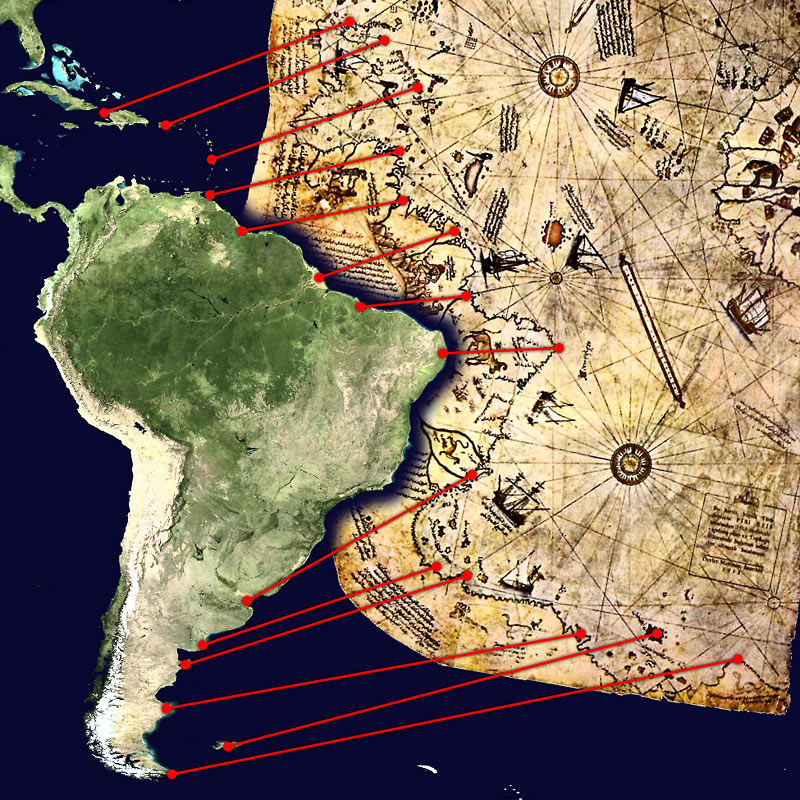
Сравнение между современным изображением и версией изображения на карте Пири-реиса

Наибольшее количество споров вызывает наличие в нижней части карты Пири-реиса земли, которая вышеупомянутыми Маллери и Хэпгудом идентифицируется с побережьем Антарктиды, официально открытой лишь в 1820 году. Однако нет никаких сведений о каких-либо подробных исследованиях Антарктиды и Южной Америки в XIV—XV веках, результаты которых могли бы лечь в основу карты. При этом гипотетическое побережье Антарктиды на карте соединено с побережьем Южной Америки, то есть отсутствует пролив Дрейка (имеющий в реальности ширину почти в тысячу километров).
В настоящее время все доводы как в пользу мнения об изображении Антарктиды на карте Пири-реиса, так и против него основываются лишь на здравом смысле и предположениях.
Если брать за основу версию, что на карте действительно изображено свободное ото льда побережье Антарктиды, то оно могло быть картировано только в доледниковый период, так как ледник выступает далеко за пределы суши и заметно меняет очертания континента. По современным представлениям, ледниковый щит на поверхности Антарктиды образовался несколько миллионов лет назад и с тех пор континент никогда не освобождался ото льда полностью. Но возраст человека как биологического вида не превышает сотен тысяч лет, человеческой цивилизации — нескольких тысячелетий. Если даже принять гипотезу о неких доисторических «картографах», живших миллионы лет назад, то остаётся непонятным, как результаты их трудов попали к людям, ведь по данным официальной науки наиболее древние известные цивилизации (египетская и шумерская) появились не более 6000 лет назад.
Отсутствие пролива Дрейка можно было бы объяснить наличием ледника, связывающего Антарктиду с Южной Америкой и впоследствии растаявшего, но такой ледник мог существовать только в один из ледниковых периодов, когда побережье Антарктиды также должно было находиться под ледником, что противоречит имеющемуся тут же изображению антарктического берега без ледника.

### Объяснения

#### Доисторическое происхождение карт-источников
Маргинальный учёный Хэпгуд предположил, что в действительности возраст антарктических льдов не превышает нескольких тысяч лет, а изготовителем первоначальных карт антарктического побережья был некий доисторический народ-мореплаватель, достигший больших успехов в навигации и картографии, исследовавший всю планету от полюса до полюса, а впоследствии полностью исчезнувший и не оставивший о себе никаких материальных свидетельств, кроме картографических материалов. Именно деятельностью этих гипотетических доисторических картографов объясняется появление источников для карты Пири-реиса, ряда других ранних (средневековых и эпохи Возрождения) карт, где предположительно изображена Антарктида в разных стадиях оледенения. Они же объявляются создателями известных в Средние века и позже портуланов — морских карт, использовавшихся для каботажного мореплавания.
Искажения на карте Хэпгуд объясняет тем, что оригиналы были выполнены в проекции, неизвестной Пири-реису и его предшественникам.
Контуры с карты Пири-реиса (левая картинка) и азимутальная проекция реального земного шара (правая картинка) свидетельствуют о весьма схожих искажениях. О принципах картографической проекции древних источников мы сегодня ничего не знаем. Если такие источники действительно попали Пири-реису в руки, то систему их картографической проекции Пири-реис заведомо не мог понять правильно и перерисовал «как есть» на свою карту, из-за чего и возникли искажения.
Для объяснения несоответствия времени оледенения Антарктиды современным научным данным Хэпгуд предлагает теорию сдвига полюсов. Согласно его предположениям, в относительно близкие доисторические времена произошёл сдвиг земной коры, при котором материки сместились на 2000—3000 км, Антарктида заняла положение на полюсе, после чего и началось её тотальное обледенение.
Соединению на карте Пири-реиса побережья Антарктиды и Южной Америки Хэпгуд предлагает несколько возможных объяснений:
- В южной части южноамериканского материка карты Пири-реиса имеются признаки дублирования одной и той же местности. Возможно, при создании карты самим Пири-реисом или, возможно, автором одной из карт-источников фрагменты древних карт, изображающих одну и ту же местность, были неверно поняты как соседние, в результате участок южноамериканского побережья длиной до 1500—2000 км был продублирован. Таким образом Южная Америка была «вытянута» на юг как раз на ширину пролива Дрейка или даже больше.
- Побережья действительно могли быть объединены ледником, если источник, с которого скопирована эта часть карты, приходится на период похолодания, тогда как побережье Антарктиды изображено по карте тёплого периода.
- Хэпгуд отметил, что на многих старых картах неизвестная тогда Антарктида изображена заметно больших размеров, чем в реальности. Источником ошибки он счёл неверную идентификацию параллелей на исходной карте — искусственный перенос Южного полярного круга на 80-ю параллель. Соответственно, размеры Антарктиды были преувеличены, и на объединённой карте она «упёрлась» в Южную Америку. Возможны и другие ошибки, приводящие к тому же результату.

Естественно, данная версия происхождения карты не выдерживает никакой критики. Предположение о существовании могущественной цивилизации, действовавшей задолго до современных людей, которая оставила от себя лишь копию своей карты Антарктиды, но не оставила гораздо более существенных и долгоживущих артефактов — мягко говоря, представляется сомнительным. Гипотеза о катастрофическом сдвиге полюсов также отвергнута научными исследованиями.

#### Скептический подход
Мнение о том, что на карте изображена Антарктида, считается ошибочным. Это подтверждают многие расхождения с современной географией местности, которые можно принять за неточности карты, в частности, в той её части, где изображена Южная Америка: дублирование рек, отсутствие пролива Дрейка между южной оконечностью Южной Америки и «незамерзающей» (согласно изображению) Антарктидой. Итоги пристального изучения изображённого побережья говорят в пользу альтернативной теории, согласно которой «дополнительная» суша — всего лишь часть южноамериканского побережья, вероятно, изученная португальскими мореплавателями, но на изображении сильно искажённая (изогнутая вправо). Некоторые фрагменты изображения напоминают прибрежные акватории Магелланова пролива и Фолклендских (Мальвинских) островов; подписи на карте говорят, что климат тех земель тёплый и там водятся крупные змеи, — что противоречит как современной, так и тогдашней (XVI века) действительности (климат тех районов — приполярный с немногочисленной фауной). Также из подписей следует, что весна на прибрежных островах там «приходит рано», что справедливо для Фолклендов, но никак не для островов вблизи Антарктиды.
Скептики также отмечают, что имеющееся соответствие между картой Пири-реиса и реальным подлёдным рельефом Антарктиды всё же достаточно условно: масштаб карты таков, что достоверное сравнение мелких деталей невозможно, а степень подобия карты и реального рельефа, определённая «на глаз», может сильно варьироваться в зависимости от априорных установок сравнивающего. Кроме того, само это «соответствие» вызывает дополнительные вопросы. Во-первых, ледник постоянно сходит в океан и своим движением неизбежно меняет рельеф материка, выравнивая его и вынося обломочный материал в океан. Поэтому современный подлёдный рельеф уже должен сильно отличаться от реального древнего рельефа материка до его оледенения. Во-вторых, известно, что масса ледникового щита создаёт дополнительную нагрузку на «лёгкую» материковую кору, из-за чего та «проседает» в мантийном веществе глубже, чем ей следовало бы в отсутствие этой нагрузки. По современным оценкам, материковая плита Антарктиды «утоплена» вниз на глубины до полукилометра. Следовательно, в период, когда льда в Антарктиде не было, береговая линия проходила в другом месте, а часть современного шельфа была сушей. Крайне сомнительно, чтобы береговая линия при этом соответствовала современному подлёдному рельефу.
Вообще, нужно отметить, что Антарктиду на картах рисовал не только Пири-реис. Древних карт с её изображениями разной степени детальности известно несколько, некоторые из них оцениваются исследователями как близкие к реальному материку, но подобие всякий раз определяется «на глаз», с различными оговорками. Предположение о существовании «южной земли» возникло давно и происходит не из практических исследований, а из ранних представлений о необходимости «уравновешивания» планеты равномерным распределением суши. Поэтому гипотетическую «южную землю» на картах мира рисовали многие, как правило, основываясь на теоретических предположениях и отрывочных сведениях, полученных от заплывавших далеко на юг мореплавателей, якобы видевших в тех или иных местах берег.
Возле берегов Южной Америки изображены европейские корабли, их не было смысла изображать возле заведомо неизвестных в те времена земель, в описаниях, относящихся к недавно открытым южноамериканским землям, имеются ссылки на свидетельства португальских мореплавателей — современников Пири-реиса. Есть также ссылки на использование некой «Карты Колумба».
Рисунок европейского корабля поблизости одного острова объясняется в пометках на карте тем, что этот остров был уже ранее открыт венецианцами.
В заметках на карте адмирал признаёт, что он составил карту из многочисленных источников, а для изображения Южной Америки использовал новые португальские карты, начерченные не позднее 1508 года.